# Ugaki Matome

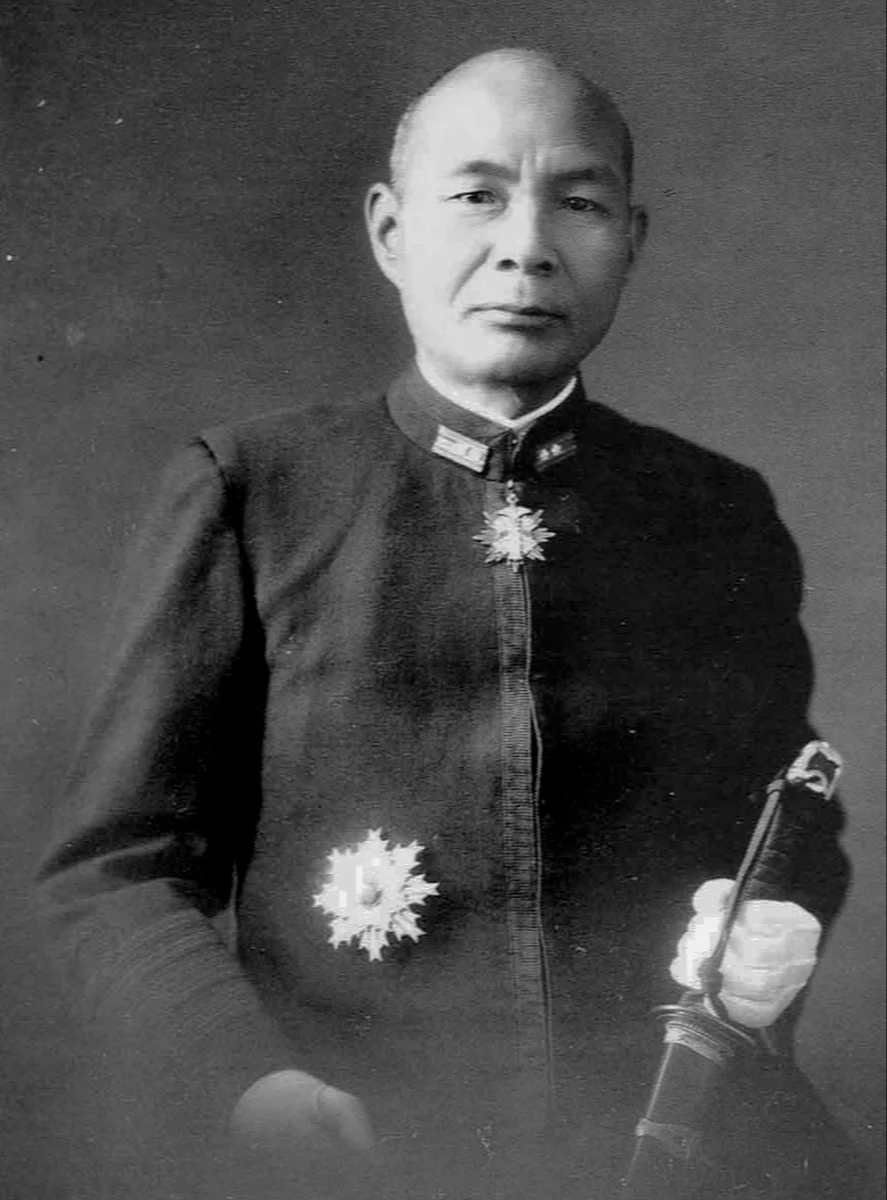
Admiral Ugaki Matome mit seinem zeremoniellen Schwert im Jahre 1945

Ugaki Matome (japanisch 宇垣 纏; * 15. Februar 1890 im Dorf Katase, Kreis Akaiwa, Präfektur Okayama, heute Stadt Okayama; † 15. August 1945 vor Okinawa) war ein japanischer Admiral während des Zweiten Weltkriegs. Unter anderem diente er bei der Luft-/Seeschlacht im Golf von Leyte im Oktober 1944 als Befehlshaber der Schlachtflotte der Kaiserlich Japanischen Marine und befehligte die 1. Schlachtschiff-Division mit den beiden Superschlachtschiffen Yamato und Musashi. Im Februar 1945 zum Kommandeur der 5. Luftflotte der Marineluftwaffe auf Kyūshū ernannt, befahl er zahlreiche Kamikaze-Einsätze gegen die US-Flotte bei der Schlacht um Okinawa. Größere Bekanntheit erlangte Ugaki, indem er am 15. August 1945 den endgültig letzten Kamikaze-Einsatz mit 11 Flugzeugen gegen Schiffe der United States Navy vor Okinawa befahl, wobei er selbst mitflog und dabei ebenfalls den Tod fand.

## Biographie

### Frühe Jahre
Ugaki Matome wurde im Jahre 1890 in einem kleinen Ort in der Präfektur Okayama geboren. Er stammte aus einer relativ wohlhabenden und angesehenen Familie. Nach Besuch der Grund- und Mittelschule trat er mit 16 Jahren 1906 in die Kaiserlich Japanische Marine ein. Von 1909 bis 1912 war im 40. Jahrgang der Marine Akademie und schloss als Neuntbester von 144 Kadetten ab. Nach Ausbildung und Dienst auf verschiedenen Schiffen wählte er auf entsprechende Empfehlung die Offizierslaufbahn und schloss im Jahre 1912 die Japanische Marine-Akademie mit Erfolg ab.

### Erster Weltkrieg
Während des Ersten Weltkriegs besetzte Japan die Inseln von Mikronesien und die deutsche Kolonie Kiautschou in China. Ugaki Matome nahm an der Besetzung Kiautschous teil und war er auf diversen Kriegsschiffen als Leutnant zur See eingesetzt.

### Zwischenkriegszeit
Etwa ein Monat nach Kriegsende, am 1. Dezember 1918, wurde Ugaki Oberleutnant zur See und diente weiterhin auf verschiedenen Schiffen, bevor er zur weiteren theoretischen Ausbildung an die Marine-Stabs-Hochschule berufen wurde. Im Jahre 1924 wurde er unmittelbar nach erfolgreicher Absolvierung der Marine-Stabs-Hochschule zum Kapitänleutnant befördert. Am 10. Dezember 1928 zum Fregattenkapitän ernannt, diente Ugaki in ebendiesem Range bis 1930 als Marine-Attaché in Deutschland. Nach seiner Rückkehr nach Japan in jenem Jahr erfolgte seine Beförderung zum Kapitän zur See, woraufhin Ugaki noch im selben Dezember zum Dozenten an der Marine-Stabs-Hochschule wurde.
Im Jahre 1935 wurde Ugaki nach seiner Lehrtätigkeit für ein Jahr als Stabsoffizier der Japanischen Kombinierten Flotte (聯合艦隊, Rengō Kantai, englisch: Combined Fleet) zugeordnet, bevor er das Kommando über einen Kreuzer Yakumo sowie etwas später über das Schlachtschiff Hyūga übernahm. Ugaki galt als fähiger Befehlshaber und war unter seinen Seeleuten ausgesprochen beliebt. Im Jahre 1938 erfolgte daraufhin seine Beförderung zum Konteradmiral.

### Zweiter Weltkrieg

#### Stabschef der Hochseeflotte
Nach dem Eintritt Japans in den Zweiten Weltkrieg mit dem Angriff auf Pearl Harbor, dem wichtigen Flottenstützpunkt der United States Navy auf Hawaii am 7. Dezember 1941, wurde Ugaki zum Stabschef der Hochseeflotte unter Admiral Yamamoto Isoroku. In dieser Position wurde er 1942 zum Vizeadmiral befördert. Am 18. April 1943 wurde Admiral Yamamoto während einer Inspektionsreise von Rabaul (Neuguinea) nach Ballalae südlich von Bougainville (Nördliche Salomonen) beim Landeanflug nahe dem Flugfeld von Buin von US-amerikanischen Jagdflugzeugen abgeschossen (→ Operation Vengeance). Ugaki, der Yamamoto in einem anderen Flugzeug begleitete, wurde ebenfalls abgeschossen, überlebte den Absturz ins Meer jedoch praktisch unverletzt und gelangte zusammen mit dem Piloten Hayashi Hiroshi an Land. Yamamoto wurde daraufhin von Admiral Koga Mineichi ersetzt, Ugaki blieb sein Stabschef bis Oktober 1943.

#### Kommandeur einer Schlachtschiff-Division
Noch im selben Oktober 1943 befehligte Ugaki als zweitranghöchster Befehlshaber der Hochseeflotte sogleich die 1. Schlachtschiff-Division der Kaiserlich Japanischen Marine mit dem Schlachtschiff Nagato sowie den Superschlachtschiffen Yamato und Musashi. Diesen Flottenverband führte er unter Admiral Kurita Takeo während der See- und Luftschlacht im Golf von Leyte (Philippinen). Danach befehligte er auch Marineverbände in der Sibuyan-See am 24. Oktober 1944 sowie vor der Küste von Sibuyan am 25. Oktober jenes Jahres.

#### Kommandeur der 5. Luftflotte
Als Ugaki im Februar 1945 nach Japan zurückgerufen wurde, erhielt er den Oberbefehl über die 5. Luftflotte der Marine-Luftstreitkräfte in Kyushu, eine der vier Hauptinseln von Japan. Dabei führte er sämtliche Marine-Flugzeuge in der gesamten Provinz von seinem Hauptquartier in einem Höhlen-Bunker aus, der ihm und seinen Stab vor der ständig zunehmenden Bedrohung durch Angriffe von schweren US-Bombern vom Typ Boeing B-29 Superfortress wirksamen Schutz bot.

#### Erste Kamikaze-Angriffe
In seinem Hauptquartier ersann Ugaki Pläne für einen Einsatz von Kamikaze-Fliegern im großen Stil, da er diese als letztes verbliebenes Mittel zur wirksamen Bekämpfung der US-amerikanischen Flotte hielt. Er entwickelte die Ideen des Erfinders der Kamikaze-Angriffe, Vizeadmiral Ōnishi Takijirō, weiter, um so die japanischen Hauptinseln vor einer eventuellen Invasion und damit Japan vor einer militärischen Niederlage zu bewahren. Anfang März 1945 lancierte er die erste Welle von Selbstmordangriffen von Kyushu aus gegen die in Ulithi vor Anker liegende US-Flotte, wobei mehrere Schiffe beschädigt wurden. Als Kamikaze-Flugzeuge setzte Ugaki vor allem zu Beginn Mitsubishi A6M3 Rei-sen/Zero-sen ein, die in dieser Ausführung als Jagdflugzeuge nicht mehr zeitgemäß aber noch zahlreich vorhanden waren. Er ließ auch beschädigte Maschinen dieses Typs für einen letzten entsprechenden Einsatz instand setzen.
Im selben Monat folgte die Operation Ten-Go („Operation Himmel“) mit einigen hundert Kamikaze-Flugzeugen in der Nähe von Okinawa, wo eine starke US-Invasionsflotte erschienen war. Dies war der Auftakt zur Schlacht um Okinawa. Am 7. April lief auch das Superschlachtschiff Yamato zusammen mit dem Leichten Kreuzer Yahagi und den acht Zerstörern Isokaze, Hamakaze, Yukikaze, Asashimo, Hatsushimo, Kasumi, Fuyutsuki und Suzutsuki im Rahmen dieser Operation zu einer letzten Selbstopfer-Mission gegen die US-Amerikaner aus.

#### Fortgesetzte Kamikaze-Angriffe
Admiral Ugaki ließ die vor Okinawa liegenden Schiffe der Alliierten immer wieder durch Kamikazeflieger angreifen. Am 19. März wurde der Flugzeugträger Franklin durch einen einzelnen zu den Fliegerkräften von Ugaki gehörenden Sturzkampfbomber Yokosuka D4Y Suisei („Comet“ – Alliierter Codename: Judy) getroffen und beinahe versenkt. Britische Trägerflugzeuge, denen sich kurz darauf auch amerikanische Flugzeugträger mit ihren Maschinen anschlossen, flogen als Reaktion Luftangriffe auf Flugplätze auf den Sakishima-Inseln und Kyūshū. Ugaki ließ die relativ tief einfliegenden alliierten Maschinen von den wenigen verbliebenen eigenen Jagdflugzeugen der Typen Mitsubishi A6M5 Rei-sen/Zero-sen (Alliierter Codename: Zero/Zeke), Kawanishi N1K1-J Shiden-KAI („Violetter Blitz“ – Alliierter Codename: George) sowie Mitsubishi J2M Raiden („Donnerschlag“ – Alliierter Codename: Jack) ohne Rücksicht auf Verluste mit einigem Erfolg angreifen. Es griffen allerdings auch Jäger der Heeresluftwaffe inklusive der Nakajima Ki-84 Hayate („Sturm“ – Alliierter Codename: Frank) sowie Kawasaki Ki-61 Hien („Schwalbe“ – Alliierter Codename: Tony oder Antonio) in die Kämpfe ein. Den US-Amerikanern und Briten gelang es damit aber nicht, weitere Kamikaze-Angriffe zu verhindern, da Ugaki seine Flugzeuge bis unmittelbar vor dem Start versteckt hielt und in Bereitschaft stehende Bautrupps imstande waren, rasch neue Startbahnen zu erstellen.
Die am 10. Mai begonnene japanische Großoffensive Kikusui 6, an der sich Ugakis Kräfte ebenfalls beteiligten, wurde mit 150 Kamikazefliegern gestartet, denen mehrere Male mindestens ebenso viele folgten. Dabei wurde am 11. Mai ein US-amerikanischer Flugzeugträger Bunker Hill (das Flaggschiff der Task Group 58) sehr schwer beschädigt und musste aus dem Kampfgebiet abgezogen werden. Beim Abzug der „Task Force“ traf ein Kamikazeflugzeug einen weiteren Träger schwer. Bei folgenden Kikusui-Operationen 7 bis 11 am 24., 25., 27., 28. und 29. Mai verloren die Amerikaner acht Schiffe. Etliche andere wurden beschädigt, konnten aber repariert und weiterhin eingesetzt werden. Die Schlacht um Okinawa ging währenddessen mit unverminderter Härte weiter.

#### Vorbereitungen für den Endkampf
In der Zwischenzeit zog Ugaki noch mehr Flugzeuge zusammen – nach Berichten wirklich alle Maschinen, die er irgendwie bekommen konnte. Diese versteckte er wiederum bis auf weiteres, um sie dann auf dieselbe Art zur Verteidigung von Kyushu einzusetzen, sobald die erwartete und sich nach seiner Auffassung bereits während des Sommers 1945 abzeichnenden Invasion durch die Alliierten (von Kyushu aus beginnend wie sowohl Ugaki als auch die japanische Militärführung glaubten) gestartet werden sollte. Die meisten dieser Flugzeuge wären ohnehin nur noch auf diese Weise einsetzbar gewesen, da die japanische Marineluftwaffe kaum Jagdflugzeuge besaß, welche die in großer Höhe einfliegenden schweren Boeing B 29-Bomber hätten wirksam entgegentreten können (einzige Ausnahme war die Mitsubishi J2M Raiden).
In der Schlacht um Okinawa war es entsprechend den Vorstellungen Ugakis den Kamikazefliegern gelungen, ein Trefferverhältnis von 9:1 zu erreichen, das heißt, jeder neunte Angriff war ein Erfolg, wenn auch freilich nicht jeder Treffer eine Versenkung bedeutete. In Kyushu hoffte er wie die Marineführung durch die besseren Umstände ein 6:1-Verhältnis zu erreichen, um so mehr als 400 Schiffe zu versenken. Dadurch, dass die Piloten nicht nur wie vorher üblich in der Erkennung von Flugzeugträgern und Zerstörern ausgebildet wurden, sondern auch in der Identifizierung von Transportern, erwartete er, dass die Verluste der Alliierten überproportional höher als auf Okinawa ausfallen würden. Eine Studie des Führungsstabs sprach sogar von einer möglichen Zerstörung eines Drittels oder gar der Hälfte der Invasionsflotte.
Ugaki plante für diesen Fall im Rahmen der Operation Ketsu-gō („Entscheidende Operation“), die Invasionskräfte mit hunderten von Kamikaze-Flugzeugen sowie weiteren Selbstmordangriffswaffen wie Kleinst-U-Booten der Kairyū-Klasse, umgebaute Kaiten-Einmann-Torpedos der Marine sowie mit Sprengstoff beladenen Shin’yō-Kamikaze-Booten der Armee innerhalb weniger Stunden zu treffen und zurückzuschlagen. Ugaki erkannte freilich, dass Japan keine realistische Chance mehr auf einen Kriegsgewinn hatte und setzte daher darauf, das Mutterland mit einer Stärke zu verteidigen, die den US-Amerikanern eine Eroberung nur unter extremen Verlusten möglich machen würde. Doch da die Schlacht um Okinawa sich länger hinzog als erwartet, gingen sowohl die japanische Militärführung als auch Ugaki auf Kyushu davon aus, dass die Amerikaner nicht in der Lage wären, vor der Taifun-Saison eine neue Operation zu starten. Für eine amphibische Operation wäre das Wetter dann viel zu riskant geworden. Tatsächlich kam es vor Kriegsende auch nicht zur Invasion der japanischen Hauptinseln, da die Operation Downfall abgeblasen wurde und stattdessen die damals neuartigen Atombomben auf Hiroshima am 6. August und Nagasaki am 9. August (→ Atombombenabwürfe auf Hiroshima und Nagasaki) abgeworfen wurden, woraufhin das Kaiserreich Japan bereits am 10. August 1945 den Regierungen der USA, Großbritanniens, der Republik China und der Sowjetunion die Annahme des Ultimatums zur bedingungslosen Kapitulation mitteilte. Ugaki hatte bis zuletzt insgesamt noch immer etwas über ein paar tausend Flugzeuge zur Verfügung, die wie er zuletzt vorausgesehen hatte, nun nicht mehr zum Einsatz gebracht werden konnten, da das Kriegsende unmittelbar bevorstand.

#### Befehl zum letzten Kamikaze-Einsatz

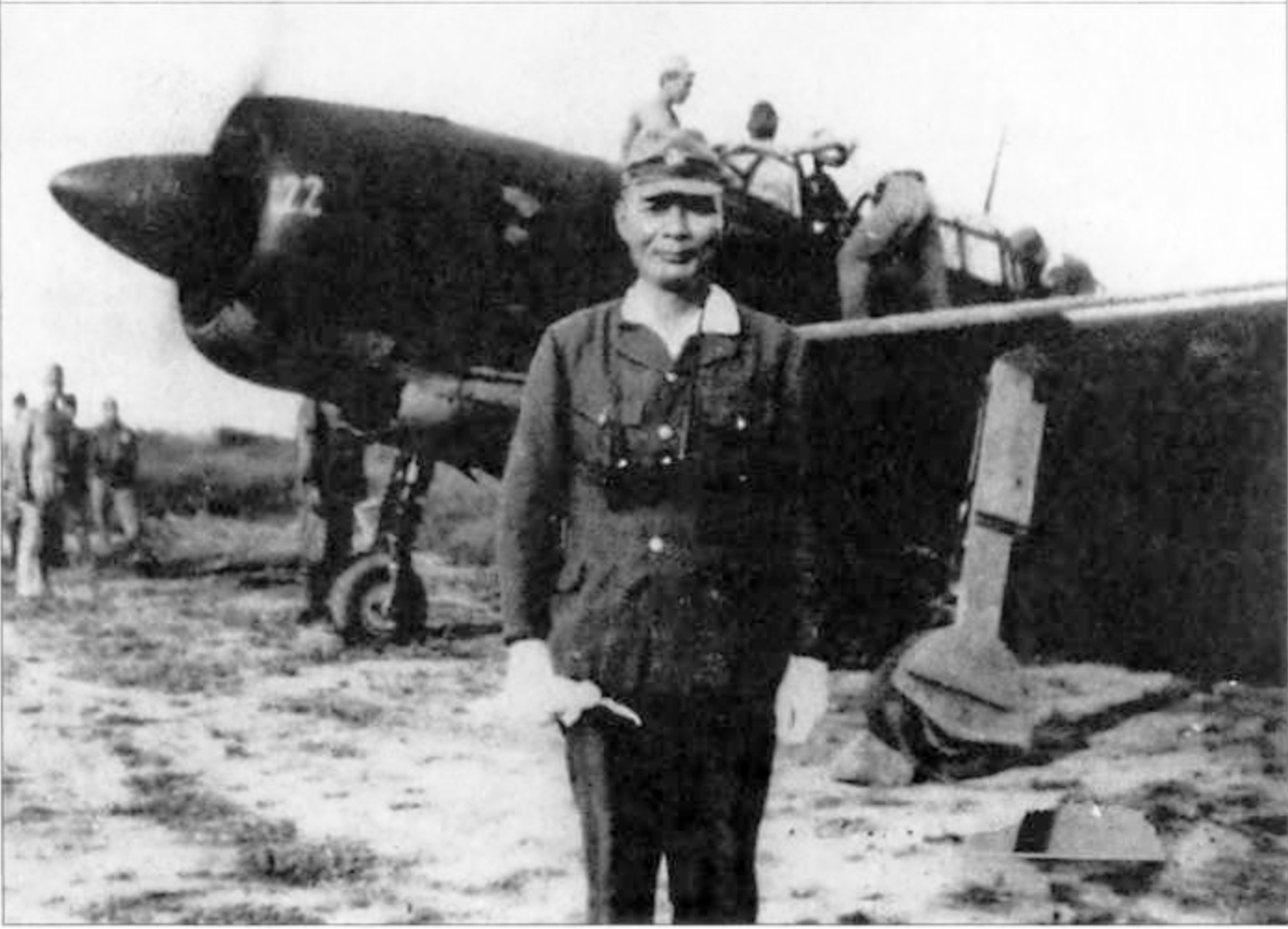
Admiral Ugaki Matome mit seiner Yokosuka D4Y3 vor dem Start zum letzten Kamikaze-Einsatz in Richtung Okinawa am letzten Kriegstag (15. August 1945)

Am 15. August 1945 hielt Kaiser Hirohito eine Ansprache im Rundfunk (Gyokuon-hōsō) in der er mit dem „Kaiserlichen Erlass über das Kriegsende“ die Kapitulation Japans ankündigte und zugleich sämtliche Streitkräfte aufforderte, die Waffen niederzulegen. Nachdem Ugaki Matome diese Ansprache gehört hatte, schrieb er einen letzten Eintrag in sein Tagebuch, nach dem er keinen „offiziellen“ Befehl erhalten hatte, den Kampf einzustellen. Ugaki war zu diesem Zeitpunkt noch immer der zweitranghöchste Befehlshaber der Hochseeflotte. Entsprechend den Berichten vieler seiner ehemaligen Untergebenen Offiziere und Soldaten galt als vorhersehbar, dass Admiral Ugaki beabsichtigte, ehrenhaft zu sterben, um so „den wahren Geist eines japanischen Kriegers an den Tag zu legen“, falls er mit der endgültigen Niederlage Japans konfrontiert werden sollte.
Unmittelbar danach fragte er unter seinen Fliegerkräften nach Freiwilligen, die ihm auf einen letzten Kamikaze-Angriff gegen die US-amerikanische Flotte folgen wollten. Daraufhin meldeten sich die Besatzungen von elf Sturzkampfflugzeugen des Typs Yokosuka D4Y Suisei („Comet“ – Alliierter Codename: Judy) der 701. Gruppe per Handzeichen. Eigentlich wollte Ugaki nur fünf Flugzeuge anfordern, aber die gesamte in unmittelbarer Nähe seines Hauptquartiers befindliche Einheit mitsamt ihrem Kommandeur entschied sich, mit ihm zu gehen. Bevor er an Bord eines der Flugzeuge ging, ließ er sich nach dem Auftanken und Anlassen der Motoren mitsamt einigen Maschinen fotografieren, ließ sein Personal die Dienstgradabzeichen von seiner dunkelgrünen Uniform entfernen und nahm sonst nur sein kurzes Zeremonielles Schwert mit, das ihm Admiral Yamamoto Isoroku einst als Geschenk überreicht hatte. Da er selbst kein Pilot war, stieg er mit dem zweiten Besatzungsmitglied in den hinteren Teil einer D4Y, die er schon mehrfach für Verbindungsflüge genutzt hatte.
Der Angriffsverband von elf D4Y hob bei Sonnenuntergang ab und erreichte die Insel Iheya-jima nahe Okinawa um 19:40 Uhr Ortszeit, wobei es der gesamten Formation nicht gelang, wie vorgesehen geschlossen auf US-Schiffen einzuschlagen. Außer einem Funkspruch vor Erreichen des Zielgebiets gab es erst einmal keine Nachricht über den Verband mehr. Es gilt als gesichert, dass einige Maschinen ins Meer stürzten, wobei nicht abschließend geklärt ist, ob sie von den US-Amerikanern abgeschossen wurden. Es ist auch nicht genau überliefert, wie viele Flugzeuge letzten Endes ein Schiffsziel trafen. Von den gestarteten elf Flugzeugen kehrten drei wieder zur Basis in Kyushu zurück (dass sie dies vorzeitig taten, gilt als ausgeschlossen), wobei die Besatzungen allesamt von Motorproblemen berichteten. Es kann davon ausgegangen werden, dass diese drei Maschinen von Ugaki selbst zurückgeschickt wurden, um vom Angriff zu berichten, so wie es bei Kamikaze-Einsätzen üblich war. Auf Nachfrage gaben jene drei Besatzungen an, das Flugzeug von Admiral Ugaki habe auf jeden Fall ein feindliches US-Schiff getroffen, und er selbst sei mit Sicherheit bei dem Einsatz gefallen.

### Vermuteter Tod
Am nächsten Morgen fand die Besatzung des nicht allzu schwer beschädigten US-amerikanischen Panzerlandungsschiffs LST-926 die noch immer rauchenden – jedoch nicht ausgebrannten – Trümmer eines japanischen D4Y-Flugzeugs sowie die Reste einer Pilotenkanzel mit drei Toten (Anmerkung: alle anderen zehn Flugzeuge hatten bei diesem Angriff – wie bei diesem Flugzeugtyp üblich – nur zwei Besatzungsmitglieder). Eine dieser drei Personen (unerkennbar, weil sein Kopf zerschmettert war) trug eine dunkelgrüne Marine-Uniform, und ein kurzes Schwert wurde neben der Leiche vorgefunden – was unter Beweis stellte, dass Admiral Ugaki selbst mitgeflogen und bei ebendiesem letzten Kamikaze-Angriff des Krieges ums Leben gekommen war. Er wurde postum mit dem Orden der Aufgehenden Sonne 1. Klasse ausgezeichnet.

## Nachwirkungen
Der letzte Kriegs-Einsatz von Admiral Ugaki, bei dem er ganz bewusst selbst den Tod fand, traf innerhalb der Kaiserlich Japanischen Marine nicht nur auf Zustimmung. Kritiker innerhalb der Marine bezeichneten seine Aktion als völlig sinnlos, zumal diese ausgerechnet am letzten Kriegstag erst recht nichts mehr gebracht hätte und er dabei noch einmal Soldaten mit in den Tod riss. Allerdings wurde ihm andererseits hoch angerechnet, dass es nur konsequent war, als Organisator einer großen Anzahl von Kamikaze-Einsätzen – bei denen sehr viele japanische Heeres- und vor allem Marinepiloten gefallen waren – in ehrenhafter Weise selbst das gleiche Ende gesucht und gefunden zu haben.

## Nachlass und Spuren
Ugaki Matome ging als Der letzte Kamikaze (englisch: The last Kamikaze) in die Geschichte ein. Sein Tagebuch, das als wichtiges Zeitdokument des Pazifikkriegs gilt, fiel seinem anders lautenden letzten Wunsch zum Trotz in die Hände der US-Amerikaner und blieb erhalten. Es wurde ins Englische übersetzt und 1969 sowie noch einmal 2001 in ebendieser Sprache als Buch herausgebracht.
Sein zeremonielles Schwert wird bis heute als Geschenk von General Douglas MacArthur in der U.S. Merchant Marine Academy (Akademie der Kadetten der US-Handelsmarine) in Kings Point im Bundesstaat New York aufbewahrt.

## Beförderungen
- Seekadett – 17. Juli 1912
- Fähnrich zur See – 1. Dezember 1913
- Leutnant zur See – 13. Dezember 1915
- Oberleutnant zur See – 1. Dezember 1918
- Kapitänleutnant – 1. Dezember 1924
- Fregattenkapitän – 10. Dezember 1928
- Kapitän zur See – 1. Dezember 1932
- Konteradmiral – 15. November 1938
- Vizeadmiral – 1. November 1942